# Mladí globální zelení
Mladí globální zelení je celosvětová organizace mladých lidí zaměřených na prosazování zelené politiky (sociální spravedlnost, demokracie zdola, ekologická ohleduplnost a nenásilí). GYG shromažďuje přes 70 mládežnických organizací včetně Federace mladých evropských zelených, Asijsko-pacifické sítě mladých zelených, Sítí pro spolupráci a rozvoj východní Evropy, Mladých dobrovolníků pro životní prostředí a dalších. GYG je nezisková organizace založená podle belgického práva.

## Historie
První neformální setkání mladých zelených proběhlo v australském Sydney v roce 2001 paralelně s kongresem Globálních zelených. K oficiálnímu založení organizace došlo 16.–20. ledna 2007 v keňské Nairobi. Ustavujícího zasedání se zúčastnili mj. zástupci z Nového Zélandu, Německa, Rakouska, Finska, Švédska, Kanady, Francie, Španělska, Tuniska, Kazachstánu, Kyrgyzstánu, Nepálu, Indie, Pákistánu, Srí Lanky, Vietnamu, Jižní Koreje, Japonska, Nigérie, Ugandy, Rwandy, Etiopie, Mosambiku, Beninu, Andorry, Česka, Itálie, Kypru a Keni.
Druhý kongres GYG se uskutečnil mezi 8. 13. srpnem 2010 v Berlíně. Přes 100 delegátů z 48 zemí se účastnilo jak debat a workshopů, tak revize organizační struktury sdružení.

## Principy
Členství je otevřené pro každého, kdo ještě nedosáhnul věku 35 let a chápe sám sebe jako přívržence zeleného pohledu na svět. GYG vychází ze Čtyř pilířů zelené politiky (ekologické myšlení, sociální spravedlnost, účastnická demokracie a nenásilí) a z Charty globálních zelených. K dalším prioritám patří:
- Ochrana a obnova životního prostředí a respekt ke zvířatům
- Udržitelný a spravedlivý rozvoj
- Sociální spravedlnost
- Účastnická demokracie zaměřená na zapojení mladých lidí na veřejném dění
- Nevojenské a nenásilné řešení konfliktů, odzbrojení
- Rovnost pohlaví, zvýšení zastoupení žen na veřejném dění
- Mezigenerační spravedlnost, zlepšení postavení dětí a mládeže
- Odpor k diskriminaci jakéhokoliv druhu
- Posílení postavení marginalizovaných a znevýhodněných osob a jejich skupin
- Globalizace jen na základě fair trade
- Osobní svoboda vyrůstající z univerzálních lidských práv
- Právo na sebeurčení